# West Harnham
West Harnham var en civil parish fram till 1934 då den blev en del av Netherhampton, i grevskapet Wiltshire, i England. Civil parish var belägen 13 km från Amesbury och hade 61 invånare år 1931.